# Hörby samrealskola
Hörby samrealskola var en realskola i Hörby verksam från 1897 till 1970.

## Historia
Skolan föregicks av en privat samskola som startade 1897. Denna ombildades 1910 till enskild mellanskola som 1913 blev en kommunal mellanskola.
Denna ombildades från 1933 successivt till Hörby samrealskola. 
Realexamen gavs från 1909 till 1970.
Skolbyggnaden uppfördes 1897, och byggdes om 1929-32